# زواج المثليين في فرنسا
أصبح زواج المثليين قانونيا في فرنسا مُنذ 18 مايو 2013. وهو البلد الثالث عشر في العالم الذي يَسمح بزواج المثليين. ينطبق هذا التشريع على فرنسا وكذلك على مقاطعات وأقاليم ما وراء البحار الفرنسية.
وقدم مشروع قانون مَنح الأزواج المثليين الحق في الزواج والسماح لهم بتبني الأطفال إلى الجمعية الوطنية الفرنسية من قبل الحكومة الاشتراكية لرئيس الوزراء جان مارك أيرولت يوم 7 نوفمبر 2012، بدعم من الرئيس فرانسوا هولاند، الذي أعلن عن نيته دَعم التشريع خلال حملته الإنتخابية لرئاسة الجمهورية. في 12 فبراير 2013، أقرت الجمعية الوطنية مشروع القانون في تصويت 329 لصالحه مقابل 229 ضد (329-229). في 12 نيسان 2013، وافق مجلس الشيوخ على مشروع القانون مع بعض التعديلات في تصويت 171 صوتا لصالحه مقابل 165 صوتا ضده (171-165)، تليها الموافقة على مشروع القانون المعدل من قبل الجمعية الوطنية في 23 أبريل 2013 في تصويت 331 صوتا لصالحه مقابل 225 صوتا ضد (331-225). ومع ذلك وجد القانون مُعارضة مِن قِبل حزب الاتحاد من أجل حركة شعبية المحافظ في المجلس الدستوري تلاه تصويت على القانون.
وفي 17 أيار 2013، حكم المجلس أن القانون الدستوري. ووقع الرئيس الفرنسي هولاند يوم 17 مايو 2013 على مشروع القانون، الذي صدر رسمياً في اليوم التالي في الجريدة الرسمية الفرنسية. وأُقيم أول زواج مثلي رسمي في 29 مايو في مدينة مونبلييه.

## ميثاق التضامن المدني
في فرنسا، اتفاق التضامن المدني (بالفرنسية: pacte civil de)‏،  المعروف باسم "PACS"، هو شكل من أشكال الاتحاد المدني بين شخصين بالغين لتنظيم الحياة المشتركة. ويمنح حقوقا ومسؤوليات، ولكن أقل من الزواج. تم التصويت عليها من قبل البرلمان الفرنسي في أكتوبر 1999، إلى حد كبير لتقديم بعض الوضع القانوني للشركاء المثليين. في عام 2012، مع ذلك كانت 94% منها منعقدة بين الشركاء المغايرين.
من وجهة نظر قانونية، الميثاق هو عقد وضع بين الشخصين، وهو مختوم ومسجل من قبل كاتب المحكمة. في بعض المناطق، يكون لدى الشركاء الذين يسجلون فيها خيار إجراء احتفال رسمي في قاعة المدينة مماثل للزواج المدني. ومنذ عام 2006، لم يعد الأفراد الذين يسجلون الميثاق كعزاب من حيث حالتهم الزوجية. إذ يتم تعديل سجلات ميلادهم لإظهار وضعهم ك«متواثقين تضامنيا مدنيا».
منذ عام 2013، ظلت المواثيق متاحة لكل من الشركاء المثليين والشركاء المغايرين، وتم تشريع حقوق الزواج والتبني القانونية للأزواج المثلية في مايو 2013.
على الرغم من إنشاء ميثاق التضامن المدني وتطبيقه عام 1999، وهو نظام يسمح بالشراكات المدنية بين شخصين بغض النظر عن جنسهم ويضمن بعض الحقوق الشخصية والمدنية لكل من يدخل فيه، إلا أن النقاش السياسي والاجتماعي حول زواج المثليين ظل مهمًا في فرنسا. خلال العقد الأول من القرن الحادي والعشرين.

## زواج المثليين

### دعم مامير لزواج المثليين

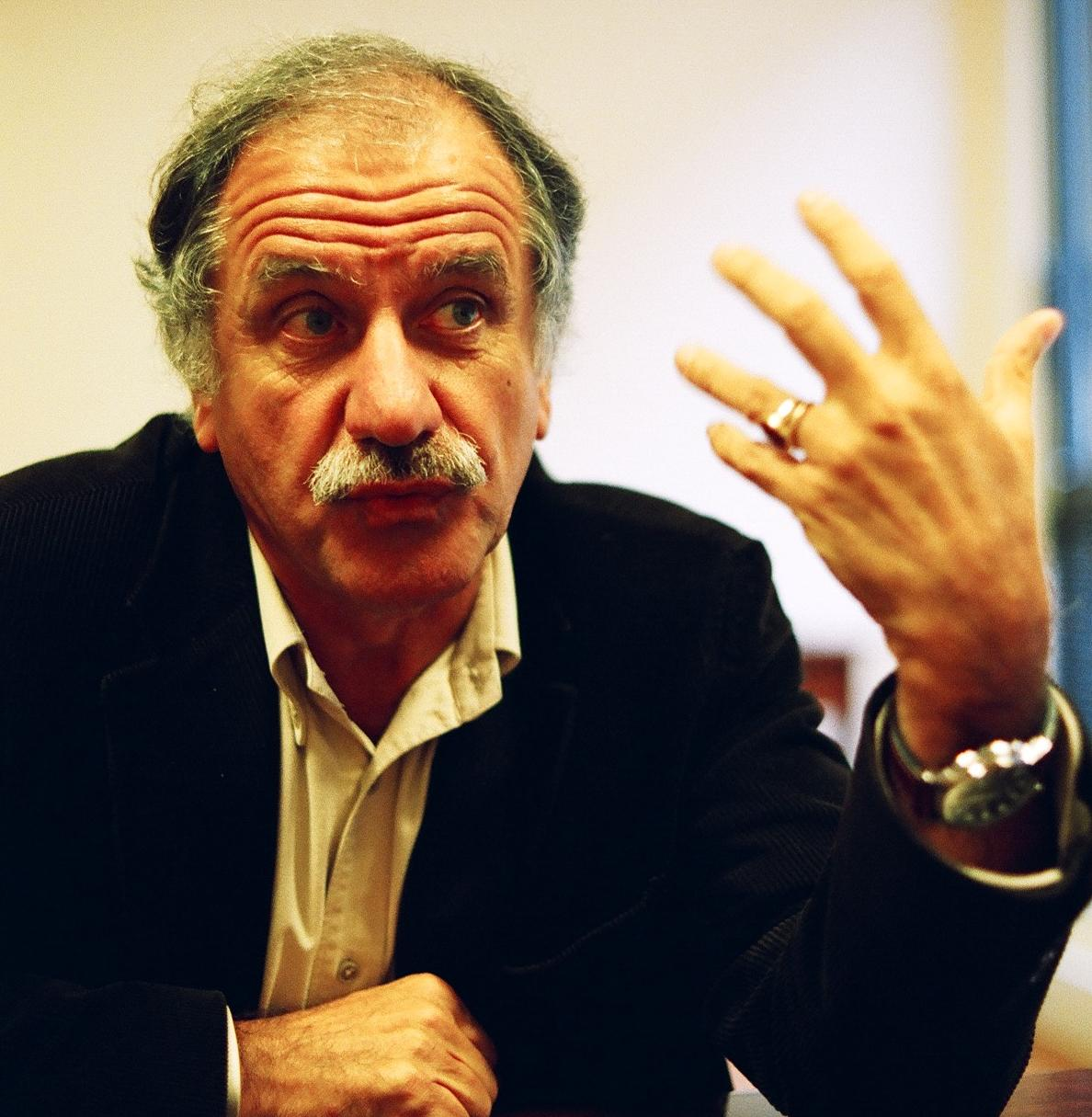
نويل مامير، عضو الجمعية الوطنية الفرنسية سنة 2006

في 5 يونيو 2004، قام المُرشح الرئاسي السابق عن حزب الخضر نويل مامير، رئيس بلدية ضاحية «بغليز» في بوردو، بعقد زواج مثلي بين رجلين هما برتران شاربنتييه وستيفان شابين. ادعى مامير أنه لا يوجد أي حظر في القانون الفرنسي لمثل هذا الزواج، وأنه سيستأنف أي مُعارضة للزواج في المحكمة الأوروبية لحقوق الإنسان.
وزير العدل الفرنسي دومينيك بربان ذكر أن هذا النوع من الزواج باطل قانونيا، ودعا إلى تدخل قضائي لوقف هذا الزواج.
وفي 27 يوليو 2004، حكمت محكمة بوردو العامة بأن الزواج لاغ وباطل. وكانت إحدى الحجج القانونية الذي عارض بها النائب العامة ضد الزواج، والذي مثل الحكومة الوطنية، أن القانون المدني يتحدث عِدة مرات عن الزوج والزوجة، مما يعني جنسين مُختلفين. في 19 نيسان 2005، أيدت محكمة الإستئناف في بوردو الحكم. وفي 14 مارس 2007، ورفضت محكمة النقض إستئناف «شاربنتييه وشابين». في 9 يونيو 2016، حكمت المحكمة الأوروبية لحقوق الإنسان بأن حكم بطلان هذا الزواج لايمثل انتهاكا للاتفاقية الأوروبية لحقوق الإنسان.

#### ردود الأفعال
بعد وقت قصير من حفل الزواج، قام وزير الداخلية الفرنسي دومينيك دو فيلبان، بإجراءات تأديبية ضد مامير. حيثُ طرد مامير لمدة شهر. ثم قَضت المحكمة الإدارية المحليّة بأن طرد مامير كان قانونيا ومبررا. وقال مامير أنه لن يستأنف الحُكم (حاول مامير دون جدوى الحصول على أمر قضائي من المحكمة، ومن ثم استأنف القضية إلى مجلس الدولة، وكلاهما قد حكما بأن القرار القضائي له ما يُبرره على أساس الإستعجال).
في 11 مايو 2004، أعلن زعيم الحزب الاشتراكي فرانسوا هولاند أنه سيطلب من حِزبه التقدم بمشروع قانون يقنن زواج المثليين. رفض بعض قادة الحزب الأخرين، مثل رئيس الوزراء السابق ليونيل جوسبان، دعم زواج المثليين. وقالت شريكة هولاند، سيغولين رويال أنها كانت لديها بعض الشكوك من الأول حول زواج المثليين، ولكنها تدعمه الآن بشكل كامل.

### التقرير البرلماني لعام 2006
صدر في 25 يناير 2006 «تقرير برلماني عن الأسرة وحقوق الأطفال». على الرغم من أن اللجنة أوصت بزيادة بعض الحقوق الواردة في ميثاق التضامن المدني، فقد أوصت بالحفاظ على حظر كل من زواج المثليين، وتبني المثليين للأطفال، والحصول على تقنيات التلقيح بالمساعدة الطبية للشريكات المثليات بحجة أن هذه القضايا الثلاث لا يمكن فصلها وأن السماح لهم بمخالفة عدد من مواد اتفاقية الأمم المتحدة لحقوق الطفل التي وقعت عليها فرنسا (على الرغم من أن العديد من دول الأمم المتحدة تمنح بعض أو كل هذه الحقوق للأزواج المثليين). وبالإشارة إلى حقوق الأطفال كمسألة حقوق إنسان، جادل التقرير بأن الأطفال «لديهم الآن حقوق ويعطون الأفضلية المنهجية لتطلعات الكبار على احترام هذه الحقوق لم يعد ممكنًا بعد الآن». بسبب هذه المحظورات، رفض أعضاء اللجنة اليساريين التقرير.

### قرار المجلس الدستوري لعام 2011
طلبت منظمات الدفاع عن حقوق المثليين في فرنسا، والتي تعتقد أن حظر زواج المثليين مخالف للدستور، من المجلس الدستوري في البلاد للنظر في دستورية زواج المثليين وإعادة النظر في مواد القانون المدني. في 28 يناير/كانون الثاني 2011، قرر المجلس أن عدم شرعية زواج المثليين لا يتعارض مع الدستور، مشيرا إلى أن هذه المسألة يجب أن يقرر فيها البرلمان.

### مشروع قانون لعام 2011
في 14 يونيو 2011، صوتت الجمعية الوطنية الفرنسية في تصويت 222 صوتا لصالح مقابل 293 صوتا ضد (222-293) ضد تشريع زواج المثليين. صوت نواب حزب الاتحاد من أجل حركة شعبية في الغالب ضد هذا الإجراء، في حين صوت نواب الحزب الاشتراكي في الغالب لصالحه. وذكر أعضاء في الحزب الاشتراكي أن تشريع زواج المثليين سيصبح أولوية إذا ما حصلوا على أغلبية في الانتخابات التشريعية لعام 2012 . تم تقديم مشروع القانون إلى البرلمان في 7 نوفمبر 2012.
في 2 شباط/فبراير 2013، وافقت الجمعية الوطنية على المادة الأولى من مشروع القانون، التي تسعى إلى تشريع زواج المثليين، بأغلبية 249 صوتا لصالحه مقابل 97 صوتا ضده (249-97)؛ استغرق النقاش عدة أيام حيث أدخل المعارضون أكثر من 5000 تعديل على مشروع القانون من أجل إبطاء مروره. في 12 فبراير 2013، وافقت الجمعية الوطنية على مشروع القانون ككل، في تصويت 329 صوتا لصالحه مقابل 229 صوتا ضده (329-229) وأرسلته إلى مجلس الشيوخ.
في 4 أبريل 2013، بدأ مجلس الشيوخ النقاش حول مشروع القانون وبعد خمسة أيام، وافق على مقالته الأولى في تصويت 179 صوتا لصالحه مقابل 157 صوتا ضده (179-157). في 12 أبريل، وافق مجلس الشيوخ على مشروع القانون مع تعديلات طفيفة، في تصويت 171 صوتا لصالحه مقابل 165 صوتا ضده (171-165).
اعتمد مجلس النواب نسخة مجلس الشيوخ لمشروع قانون الزواج في 23 أبريل 2013 في تصويت 331 صوتا لصالحه مقابل 225 صوتا ضده (331-225).
رفع حزب الاتحاد من أجل حركة شعبية بتحدي قضائي على الفور ضد القانون إلى المجلس الدستوري. في 17 مايو 2013، أعلن المجلس القانون أن القانون دستوري. في نفس اليوم، وقع الرئيس فرانسوا هولاند على مشروع القانون، الذي تم نشره رسميًا في 18 مايو 2013، في الجريدة الرسمية. وأقيم أول حفل زواج مثلي رسمي في 29 أيار / مايو في مدينة مونبلييه.
يُعرف قانون زواج المثليين في فرنسا باسم «قانون توبيرا» (بالفرنسية: la loi taubira)‏، على اسم وزيرة العدل السابق كريستيان توبيرا، التي قدمت مشروع القانون إلى الجمعية الفرنسية في نوفمبر 2012 وكانت الراعي الرئيسي له.
في يونيو/حزيران 2013، أصدرت الحكومة الفرنسية وثيقة قانونية «في عواقب الرفض غير القانوني للاحتفال بزواج من قبل موظف مدني للدولة» (بالفرنسية: aux conséquences du refus illégal de célébrer un mariage de la part d'un officier d'état civil)‏، حيث أعلنت عدم مشروعية رفض موظف من الدولة رفض رخص الزواج للازواج المثلية. توجب الوثيقة القانونية عقوبة السجن لمدة 5 سنوات وغرامة قدرها 75,000 يورو لأي رئيس بلدية أو مسؤول محلي يرفض إصدار رخصة زواج لزوجين مثليين فقط على أساس توجههما الجنسي. قد يواجه المسؤول أيضًا تهمًا بالتمييز بموجب المادة 432-7 من قانون العقوبات. طعن 146 من رؤساء البلديات المحليون في الوثيقة القانونية في المحاكم الفرنسية.
في نهاية المطاف وصلت قضيتهم إلى المحكمة الأوروبية لحقوق الإنسان، التي رفضتها في أكتوبر 2018.

## النطاق
كان هناك التباس حول ما إذا كان القانون ينطبق على رعايا الجزائر، البوسنة والهرسك، كمبوديا، كوسوفو، لاوس، الجبل الأسود، المغرب، بولندا، صربيا، سلوفينيا أو تونس لأنه خرق الاتفاقات الثنائية التي تنص على قانون تلك الدولة تنطبق بدلا من القانون الفرنسي. حكمت محكمة التعقيب في سبتمبر/أيلول 2015 بإيجاد الأحكام التي تستبعد هذه الدول بأنها قوانين تمييزية ومخالفة للقانون الفرنسي.

## إحصاءات الزواج

تطور الزواج (بالأحمر) و ميثاق التضامن المدني (بالأزرق) في فرنسا

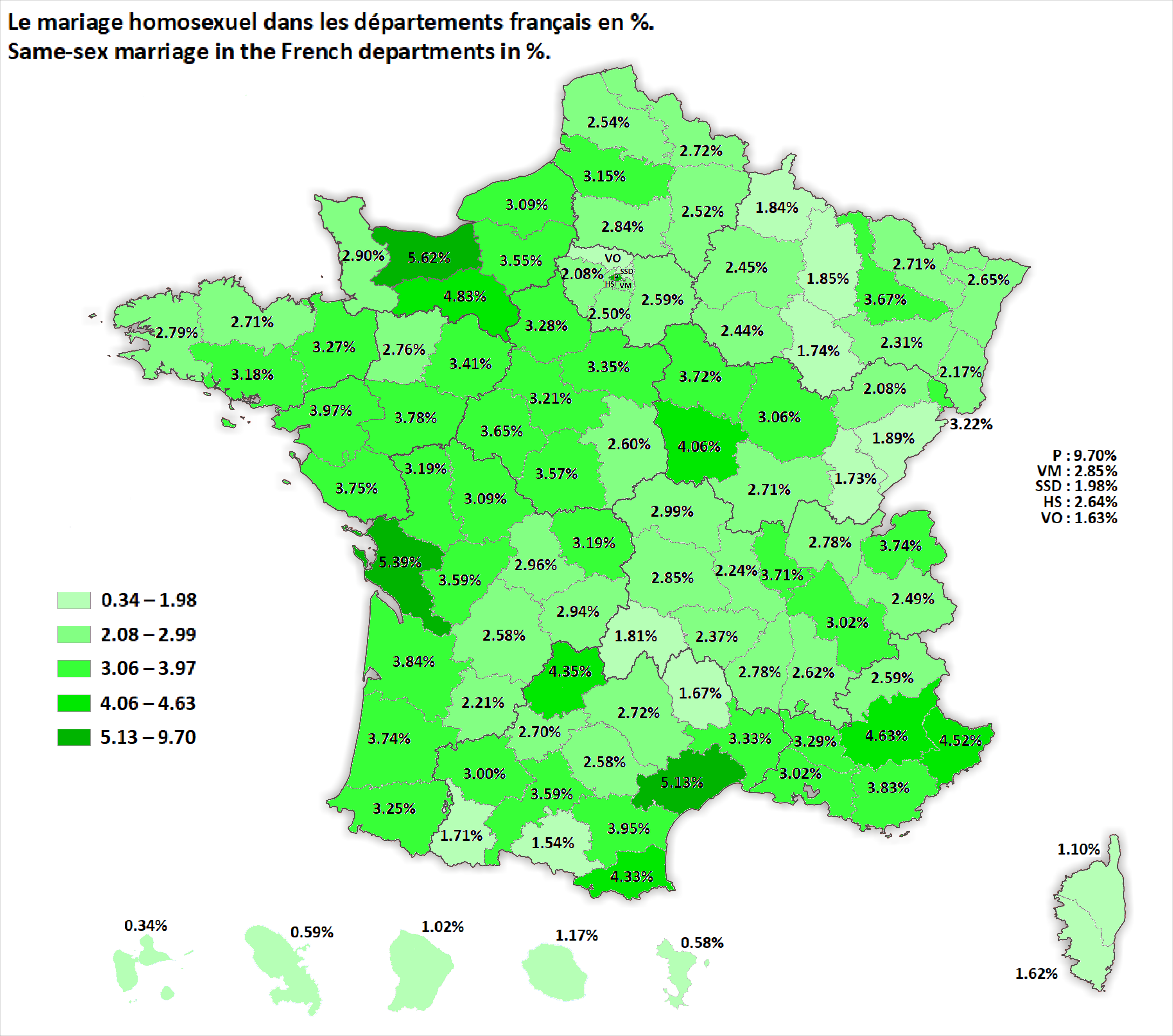
خريطة توضح النسبة المئوية لزواج المثليين في فرنسا حسب الإدارة. سجلت وأقاليم ما وراء البحار نسبًا أقل بكثير من فرنسا القارية.

ظلت معدلات زواج الأزواج المثلية في فرنسا ثابتة نسبيا على مر السنين، ما عدا في عام 2014 عندما كانت هناك زيادة في حالات الزواج.
في عام 2013، عقب تنفيذ قوانين الزواج المثليين في فرنسا، كان هناك حوالي 7,000 من الأزواج المثليين المتزوجين قانونيا في الدولة. شكلت حالات الزواج هذه شكلت حوالي 3% من جميع حالات الزواج في فرنسا في ذلك الوقت، مع كون ثلاث من كل خمس حالات زواج مثلي بين الأزواج الذكور بدلا من الزوجات الإناث.
في عام 2014، حدث حوالي 10,000 زواج من نفس الجنس في فرنسا، وهو ما يمثل 4% من جميع حالات التي أجريت في ذلك العام. كانت 54% من حالات الزواج هذه بين الأزواج الذكور بينما كانت النسبة المتبقية وهي 46% بين النساء. احتفلت حوالي 6,000 بلدية فرنسية بزواج مثلي واحد على الأقل. تزوج 1331 من الأزواج المثلية في العاصمة الفرنسية باريس، مما يشكل 13.5% من العدد الإجمالي لحالات الزواج التي تقام في المدينة.
في عام 2015، تزوج 7,751 من الأزواج المثليين والمثليات في فرنسا، وهو ما يمثل 3.4% من جميع حالات الزواج. بالإضافة إلى ذلك، في نفس العام، تم الاحتفال بحوالي 7,017 من مواثيق التضامن الاجتماعي المثلية في جميع أنحاء البلاد. في عام 2016، تم إجراء 7,113 حالة زواج مثلي في البلاد، مما يشكل حوالي 3% من جميع حالات الزواج. كان هناك أيضا 7,102 من مواثيق التضامن الاجتماعي.
من مايو 2013 إلى ديسمبر 2016، تم إجراء ما يقرب من 32,640 زواج مثلي في فرنسا.
في عام 2017، تزوج حوالي 7,000 من الأزواج المثليين والمثليات في فرنسا.
وبحلول 23 أبريل 2018، بعد خمس سنوات من إقرار البرلمان الفرنسي لقانون زواج المثليين، تزوج حوالي 40,000 من الأزواج المثليين في البلاد. وهو ما يمثل حوالي 3.5% من جميع حالات الزواج. من بينها، تم الاحتفال بمعظمها في باريس (9.7% من جميع حالات الزواج)، كالفادوس (5.6%)، شارنت ماريتيم (%5.4)، هيرولت (5.1%)، أورن (4.8%)، وألب البروفنس العليا (4.6 ٪). في المقابل، كانت المقاطعات التي لديها أقل حالات زواج مثلي هي غوادلوب (0.3%)، مايوت (0.6%)، مارتينيك (0.6%)، غيانا الفرنسية (1%)، هوت كورس (1.1%)، لا ريونيون (1.2%).

### الأقاليم وتجمعات ما وراء البحار
في مارتينيك، تم الاحتفال بأول زواج مثلي والذي كان بين امرأتين في يونيو 2013. حدث أول زواج من نفس الجنس في غوادلوب في يوليو 2013 في مدينة سانت-آن. في مايوت، أُقيم أول حفل زواج مثلي في سبتمبر 2013 في مامودزو، أكبر مدينة في الإقليم. هذه هي المرة الأولى في التاريخ التي يحدث فيها زواج مثلي معترف به قانونًا في ولاية قضائية حيث يتبع غالبية السكان دين الإسلام.
في لا ريونيون، تم إجراء أول زواج مثلي والذي كان بين امرأتين في يونيو 2013. بحلول يوليو 2015، تم عقد 93 زواج مثلي في الجزيرة.
في أغسطس 2013، تم عقد أول زواج من نفس الجنس في غيانا الفرنسية. تزوج الزوجان في مدينة سان لوران دو ماروني. وبحلول أبريل 2015، لم يتم إجراء سوى 5 حالات زواج مثلي في غيانا الفرنسية. بحلول أبريل عام 2018، كانت العاصمة كايين، قد شهدت عقد 12 زواج مثلي.
تم عقد أول زواج من نفس الجنس في بولينيزيا الفرنسية في جزيرة Mo'orea في يوليو 2013. وفي تجمع سان مارتين، تم الاحتفال بأول زواج مثلي في أكتوبر 2013، بينما تم أول زواج مثلي في سان بيير وميكلون تم إجراء أول مرة في مارس 2014.
بحلول شباط/فبراير 2014، تم عقد 11 حالة زواج مثلي في كاليدونيا الجديدة، تمثل 1.7% من جميع حالات الزواج. تم الاحتفال ب9 منها في المقاطعة الجنوبية وتم الاحتفال بالزواجين المتبقين في المقاطعة الشمالية.
ظلت إحصاءات زواج المثليين منخفضة نسبيا، لا سيما بالمقارنة مع فرنسا الميتروبولية (الأوروبية). وفقا لتقرير 2018، منذ عام 2013 تم عقد 4 حالات زواج مثلي في تجمع سان مارتين، و 5 في بولينيزيا الفرنسية، و 8 في سان بارتيلمي، و 2 في سان بيير وميكلون و 1 في واليس وفوتونا.

## الرأي العام
تظهر استطلاعات الرأي بشكل عام أن أغلبية الشعب الفرنسي يدعم تشريع زواج المثليين:
- وجد استطلاع إيفوب لعام 1996 أن 48% من الفرنسيين يؤيدون زواج المثليين، بينما عارض 33% منهم ذلك.[68]
- وجد استطلاع للرأي أجرته مؤسسة غالوب عام 2003 أن 58% من الفرنسيين يؤيدون زواج المثليين.[69]
- وجد استطلاع أجرته مؤسسة إيسبوس في مايو 2004 أن 57% من الفرنسيين يؤيدون زواج المثليين، بينما عارض 38% منهم ذلك. كان الأشخاص الأصغر سنا مؤيدين لذلك بشكل خاص، مع 75% من هؤلاء الذين تقل أعمارهم عن 35 سنة. ومع ذلك، كان 40% فقط من الفرنسيين يؤيدون حقوق تبني المثليين للأطفال، على الرغم من أن 56% من أولئك الذين تقل أعمارهم عن 35 كانوا يدعمونه.[70]
- وجد استطلاع إيفوب في عام 2004 أن 64% من الفرنسيين يؤيدون زواج المثليين، بينما كان 49% يؤيدون حقوق التبني.[68]
- وجد استطلاع أجرته مؤسسة يوروباروميتر في عام 2006 أن 48% من الفرنسيين يؤيدون زواج المثليين «في جميع أنحاء أوروبا». كان هذا أعلى من متوسط الاتحاد الأوروبي بنسبة 4%. كان تأييد حقوق التبني عند 35%، 3% فوق متوسط الاتحاد الأوروبي.[71]
- وجد استطلاع ايبسوس في عام 2006 أن 61% من الفرنسيين يؤيدون الاعتراف بالزواج المدني للأزواج المثليين.[72]
- وجد استطلاع أجرته تي إن أس-سوفير في يونيو 2006 أن 45% من الفرنسيين يؤيدون زواج المثليين، بينما يعارض 51% منهم. أيد 36% حقوق التبني للأزواج المثلية.[72]
- وجد استطلاع أجرته مؤسسة «إيفوب» في حزيران/يونيو 2008 أن 62% من الفرنسيين يؤيدون زواج المثليين وبأن 38% منهم كانت تعارضه. كان 51% منهم يؤيدون حقوق التبني. كان التأييد عاليًا جدًا بين الشباب، حيث كان 77% من الذين تتراوح أعمارهم بين 25 و 34 عامًا مؤيدين له.[73]
- وجد استطلاع أجرته مؤسسة بي في أي في نوفمبر/تشرين الثاني 2009 أن 64% من الفرنسيين يؤيدون زواج المثليين، بما في ذلك لأول مرة أغلبية الناخبين اليمينيين. أيد 57% حقوق التبني (كان التأييد يقدر ب68% بين أولئك الذين تتراوح أعمارهم بين 18 و 25 عامًا).[74]
- وجد استطلاع أجرته مؤسسة «كريدوك» في يوليو 2010 أن 61% من الفرنسيين يؤيدون زواج المثليين، بينما أيد 48% حقوق التبني للأزواج المثلية.[75]
- وجد استطلاع أجرته مؤسسة «تي أن أس- سوفريس» في يناير 2011 أن 58% من الفرنسيين يؤيدون زواج المثليين، بينما عارض 35% منهم ذلك. كان الدعم 74% من بين الذين تقل أعمارهم عن 35 سنة. أيد 49% حقوق التبني للأزواج المثلية.[76]
- وجد استطلاع يوجوف اجري مابين كانون الأول/ديسمبر 2012 - كانون الثاني/يناير 2013، أن 47% من المستجيبين يؤيدون زواج المثليين، بينما يؤيد 38% حقوق التبني للمثليين.[77]
- وجد استطلاع «إيفوب» في يناير 2013 أن 60% من المستجيبين كانوا يؤيدون زواج المثليين، بينما أيد 46% حقوق التبني للأزواج المثليين.[78]
- وجد استطلاع رأي أجرته مؤسسة «أوبينيين واي» في يناير 2013 أن 57% من الفرنسيين يؤيدون زواج المثليين، بينما أيد 45% حقوق التبني للمثليين.[79]
- وجد استطلاع أجرته مؤسسة «إيفوب» في يناير 2013 أن 63% من الفرنسيين يؤيدون زواج المثليين، بينما أيد 49% حقوق التبني للأزواج المثلية.[80]
- وجد استطلاع أُجري في شباط/فبراير 2013 أن 66% من الفرنسيين يؤيدون زواج المثليين، بينما أيد 47% حقوق التبني للأزواج المثلية.[81]
- وجد استطلاع أجرته مؤسسة «بي في أي» في أبريل 2013 أن 58% من الفرنسيين يؤيدون زواج المثليين، بينما أيد 47% حقوق التبني للأزواج المثلية.[82]
- وجد استطلاع أبريل أفالوب/أتلانتيكو أن "51%" من الفرنسيين كانوا يؤيدون زواج المثليين وحقوق التبني للأزواج المثلية.[83]
- وجد استطلاع أجرته مؤسسة إيفوب في أبريل 2013 أن 53% من الفرنسيين يؤيدون القانون الجديد الذي يسمح بزواج المثليين ويعطي حقوق تبنيهم للأطفال.[84]
- وجد استطلاع أجرته مؤسسة إيبسوس في مايو 2013 أن 51% من الفرنسيين يؤيدون زواج المثليين و 29٪ يؤيدون شكلاً آخر من الاعتراف القانوني بالعلاقات المثلية.[85]
- وجد استطلاع أجرته «إيفوب» في مايو 2013 أن 52% من الفرنسيين يؤيدون زواج المثليين وحقوق التبني للأزواج المثلية.[86]
- وجد استطلاع أجرته مؤسسة إيفوب في أيار/مايو 2013 لصالح شركة «أنتلانتيكو» أن 53% من الفرنسيين يؤيدون زواج المثليين وحقوق التبني للأزواج المثلية.[87]
- وجد استطلاع أجرته «بي في أي» في فبراير 2014 أن 61% من الفرنسيين يؤيدون زواج المثليين و 50% يؤيدون حقوق التبني للأزواج المثلية.[88]
- وجد استطلاع أجرته «بي في أي» في أبريل 2014 أن 55% من الفرنسيين يؤيدون زواج المثليين و 48٪ يؤيدون حقوق التبني للأزواج المثليين.[89]
- أظهر استطلاع «آيتيلي» في أيلول/سبتمبر 2014 أن 73% من الفرنسيين، بما في ذلك 56% من الذين يدعمون حزب الاتحاد من أجل حركة شعبية، قد يعارضون إلغاء زواج المثليين.[90]
- أظهر استطلاع «إيفوب» من سبتمبر إلى أكتوبر 2014 أن 57% من الفرنسيين كانوا ضد إلغاء القانون الذي يسمح للأزواج المثلية بالزواج وتبني الأطفال.[91]
- وجد استطلاع أُجري في تشرين الثاني/نوفمبر 2014 من قبل إيفوب لمنظمة أنتلانتيكو أن 68% من الفرنسيين يؤيدون زواج المثليين و 53% يؤيدون حقوق التبني للأزواج المثلية.[92]

وجد تقرير يوروباروميتر من مايو إلى يونيو 2015 أن 71% من الفرنسيين يعتقدون أنه ينبغي السماح بزواج المثليين في جميع أنحاء أوروبا، وكان 24% منهم ضد ذلك.
- وجد استطلاع أجرته «بي في أي» في يونيو 2015 أن 67% من الفرنسيين يؤيدون زواج المثليين، و64% ضد تعديل قانون 2013، و57% يؤيدون حقوق التبني للأزواج المثلية.[94]
- وجد استطلاع أجرته مؤسسة إيفوب في آب/أغسطس 2016 لصالح رابطة الأسر المثلية أن 65% من الفرنسيين كانوا ضد إلغاء قانون 2013.[95]
- أظهر استطلاع أجراه مركز بيو للأبحاث خلال الفترة الممتدة ما بين أبريل وأغسطس من عام 2017 ونُشِرَ في مايو 2018، أن 73% من الإسبان يؤيدون زواج المثليين، ونسبة 23% يعارضونه و 4% لا يعرفون أو يرفضون الإجابة.[96] وعند تقسيم ممن شملهم الاستطلاع تبعاً للدين؛ فإن نسب تأيد حق زواج المثليين توزعت بنسبة 85% من الأشخاص غير المرتبطين بأي دين، و 78% من المسيحيين الغير ممارسين للشعائر الدينية و 59% من المسيحيين المرتادين للكنائس.[97] كانت نسبة معارضة زواج المثليين 17% فقط من قبل من هم في الفئة العمرية مابين 18-34.[98]